# Ненад Ђорђевић (историчар)
Ненад Ђорђевић (Крагујевац, 15. март 1968) српски је историчар специјализован за проучавање геноцида и холокауста, Други светски рат и историју Западног Балкана у 20. веку.

## Биографија
После гимназије у родном месту, дипломирао је на Филозофском факултету у Београду, Одељење за историју. Као професор историје, радио је у Првој и Другој крагујевачкој гимназији.
Од 2001. до 2004. године, био је директор Спомен-парка „Крагујевачки октобар“, а вршилац дужности директора Музеја жртава геноцида од 2002. до 2013. године. Сада ради као кустос-историчар у Спомен-парку „Крагујевачки октобар“.

## Одабрана дела
Монографије
- Велики злочини Вермахта – крагујевачки октобар 1941. (коаутор), Крагујевац, 2003.

Чланци
- „Музеји као места помирења / Museums as places of reconciliation“ (коаутори: Силвија Крејаковић и Ненад Антонијевић), Зборник радова са 8. колоквијума Међународне асоцијације историјских музеја / Proceedings of the 8th Colloquium of the International Association of Museums of History, Београд, 24-27. септембар 2008 / Belgrade, September 24-27, 2008, Историјски музеј Србије, Београд 2009.
- „The Museum of Genocide Victims, Kragujevac–Belgrade“, Шумадијски анали, година V, број 5, Историјски архив Шумадије, Крагујевац, 2009.
- „Крагујевачка трагедија у престоничкој штампи 1945-1947“, зборник радова Прилози истраживању злочина геноцида и ратних злочина, Музеј жртава геноцида, Крагујевац–Београд, 2009.

## Изложбе
- Страдање Срба под окупацијом на Косову и Метохији 1941-1944. (коаутор), 2006.